# 三遊亭花金
三遊亭 花金（さんゆうてい はなきん、1990年5月24日 - ）は、落語芸術協会に所属する落語家。本名∶福山 雄太郎。

## 経歴
東福岡高等学校を経て、早稲田大学文化構想学部に入学。大学では落語研究会に所属。
2015年10月、三遊亭金遊に入門し、前座名は「金かん」を名乗る。2016年2月下席より楽屋入り。2019年3月に師匠の金遊が急逝したため、金遊の弟弟子である三遊亭笑遊門下へ、金遊門下の兄弟子三遊亭金の助と共に移籍。
2020年3月下席、三遊亭小とりと共に二ツ目昇進し、「花金」と改名。

## 芸歴
- 2015年10月 - 三遊亭金遊に入門、前座名は「金かん」。
- 2019年3月 - 師匠金遊の急逝に伴い三遊亭笑遊門下へ移籍[1]。
- 2020年3月 - 二ツ目昇進、「花金」と改名。

## 人物
立ち食いそば、魚介類の乾物が好き。

## 活動
林家彦三、三遊亭ぐんま、昔昔亭昇と共に勉強会を開催している。

## メディア活動
- anan（雑誌掲載）
  - 2021年7月14日発売のanan2258号「関係性を愛でるエンタメ」のコーナーで、ルート9として掲載された[3]。
- サタデーステーション（YouTube出演）
  - 2022年3月19日テレビ朝日のYouTube、ANNnewsCHにてルート9密着映像が公開された[4]。